# Figurativismo

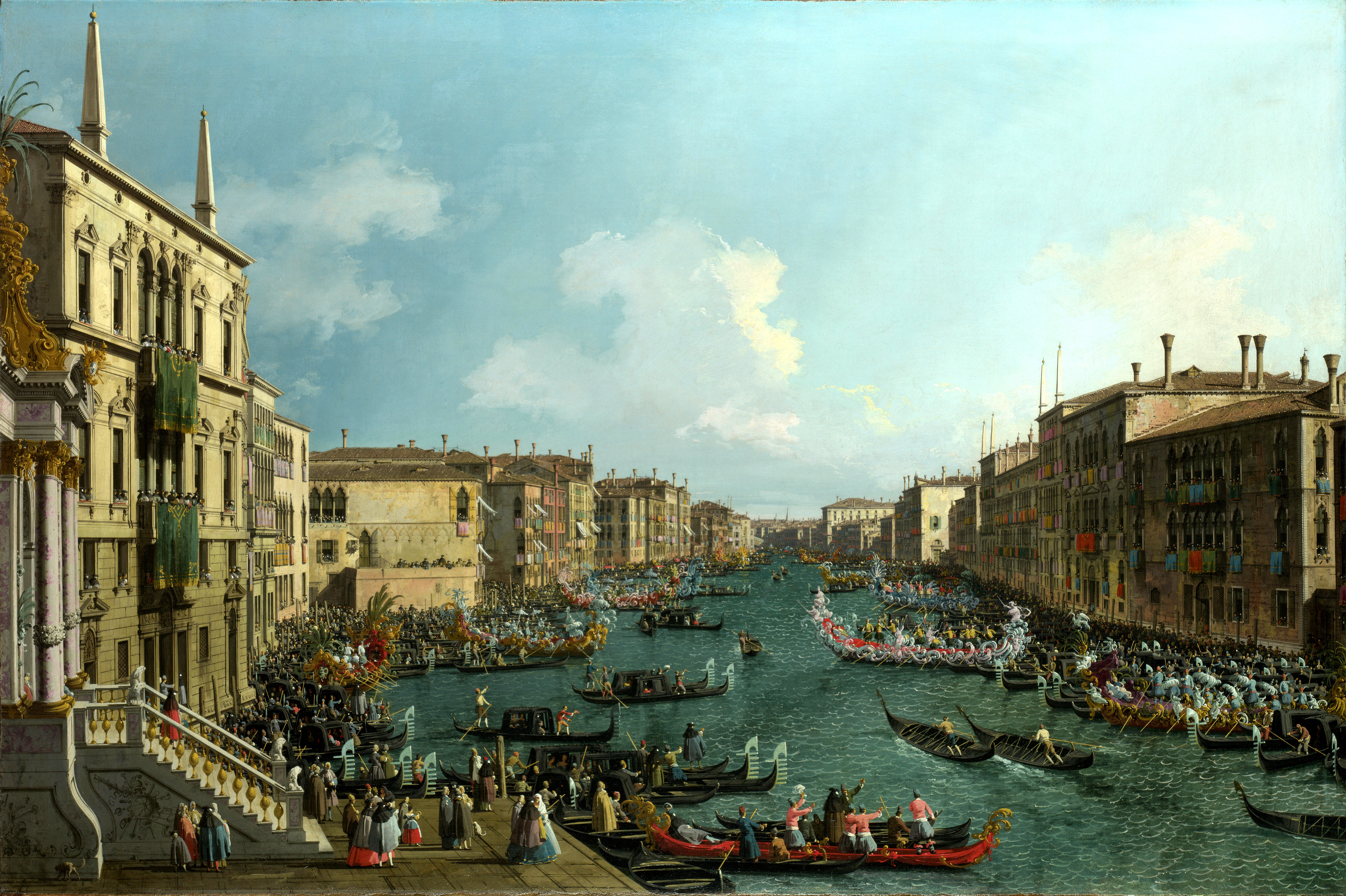
Paisagem de Canaletto

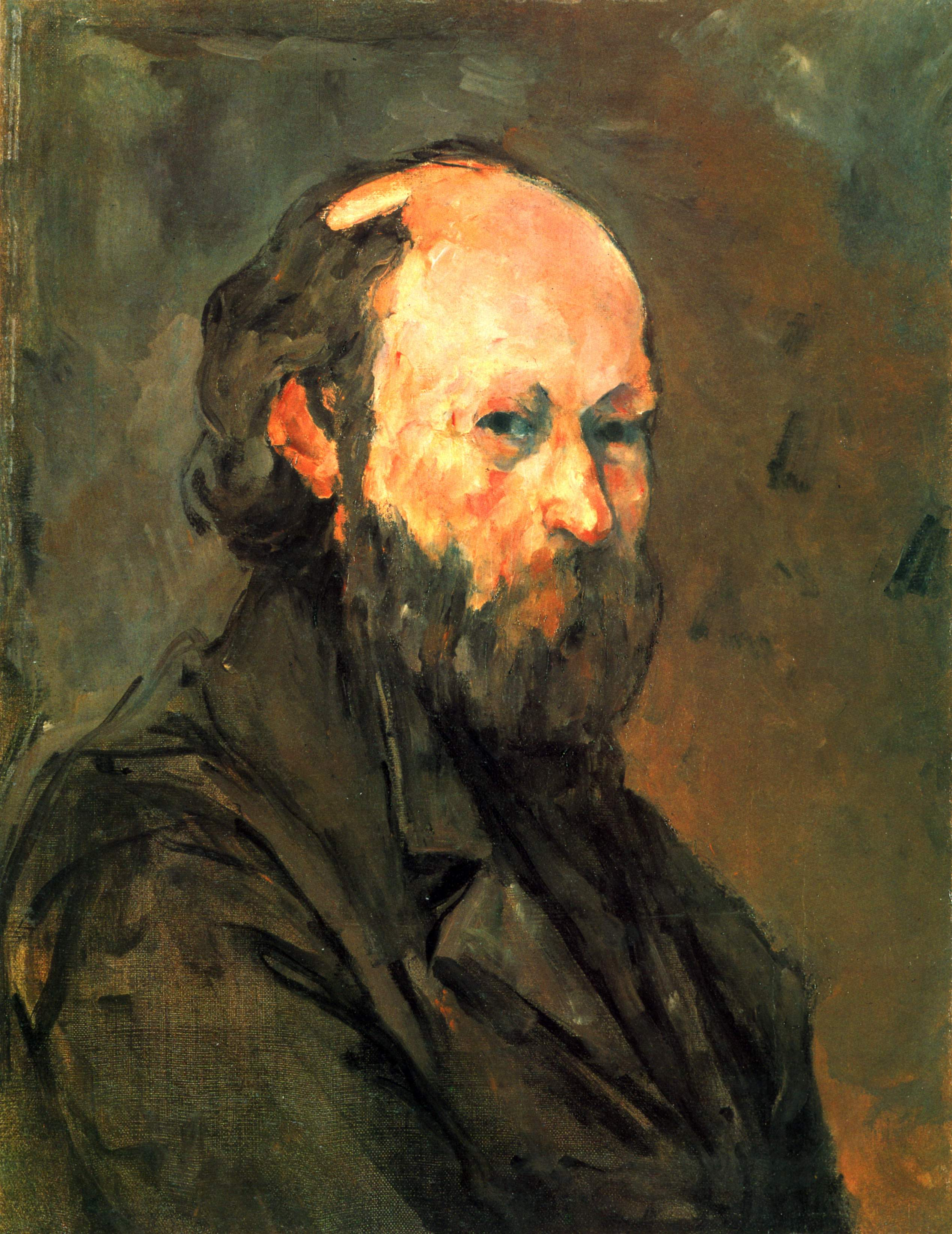
Pintura figurativa de Paul Cézanne - Autoretrato do pintor

Figurativismo ou arte figurativa são os termos usados para descrever as manifestações artísticas que representam: a forma humana, os elementos da natureza e os objetos criados pelo homem. Ele pode ser realista ou estilizado, desde que haja o reconhecimento do que foi representado. 
No Renascimento, no Barroco, e no realismo a figuração dos elementos buscava uma identidade visual aproximada; tais produções exigiam requintada capacidade técnica por parte dos artistas. movimentos surgidos a partir do final do séc. XIX, como o impressionismo e o expressionismo, também são figurativos, porém menos preocupados com a verossimilhança.

## Não figurativismo
É comum usar-se a palavra abstrato em oposição ao figurativo, embora a expressão não figurativo se mostre mais adequada e gere menos confusão.